# Emmanuel Ignacio de Nassau-Siegen
Emmanuel Ignacio de Nassau-Siegen (6 de enero de 1688 - 1 de agosto de 1735) fue un Mariscal de Campo en el Ejército español y austríaco, y Regente del Principado de Nassau-Siegen en 1727.
Nacido en Roermond, era el vigésimo segundo hijo del Príncipe Juan Francisco Desideratus de Nassau-Siegen, pero el noveno vástago nacido de su tercer y último matrimonio con la francesa Isabella Clara du Puget de la Serre.

## Biografía
Miembro de la rama católica de la Casa de Nassau-Siegen, su estatus y el de sus hermanos como miembros dinásticos de la familia estuvo en disputa ya que el matrimonio de sus padres fue considerado morganático. El contrato matrimonial entre Juan Francisco Desideratus e Isabella Clara du Puget (firmado un mes después de su matrimonio, el 13 de marzo) estipulaba que su descendencia no tendría un rango más alto que el de la nobleza sin título a no ser que los descendientes varones del Príncipe, a través de sus dos previos (e iguales) matrimonios, se extinguieran. A pesar de esta provisión, después de la muerte de Juan Francisco Desideratus el 17 de diciembre de 1699, Emmanuel Ignacio (quien heredó la Baronía de Renaix con sus hermanos mayores) y sus hermanos supervivientes asumieron el título, nombre y armas de Nassau-Siegen. Su hermanastro mayor, el Príncipe Guillermo Jacinto de Nassau-Siegen, obtuvo del Consejo Áulico (en 1701) y del Reichskammergericht (en 1709) juicios legales que negaban los títulos dinásticos de los Príncipes de Nassau-Siegen a los descendientes del tercer matrimonio de Juan Francisco Desideratus en base a que el contrato de matrimonio firmado en 1669 era por una unión morganática. A pesar de esto, Emmanuel Ignacio y todos sus hermanos usaron el título de Príncipe o Princesa de Nassau, Conde o Condesa de Katzenelnbogen, Vianden y Diez, Barón o Baronesa de Beilstein y Ronse.
En París el 14 de mayo de 1711, Emmanuel Ignacio contrajo matrimonio con Carlota (17 de marzo de 1688 - 17 de marzo de 1769), hija del Conde Luis II de Mailly-Nesle. Tuvieron dos hijos varones que murieron en la infancia: Carlos Nicolás (14 de febrero de 1712 - 1 de julio de 1712) y Maximiliano (29 de agosto de 1713 - 1714).
Casi desde el principio, el matrimonio fue extremadamente infeliz. En 1716 Emmanuel Ignacio y Carlota se separaron oficialmente; desde entonces, ella mantuvo una vida disoluta en París, y su marido la encerró en un monasterio por adulterio.
Emmanuel Ignacio siguió una carrera militar, primero en el Ejército español y desde 1714 en el Ejército austríaco. En 1718 se convirtió en coronel y a partir de 1723 fue Generalfeldwachtmeister, en 1733 fue nombrado mariscal de campo. También era capitán en el ejército de la Archiduquesa María Isabel, Gobernadora de los Países Bajos Austríacos. En 1715 le fue concedida la Orden del Toisón de Oro y la Orden de San Huberto en 1720.
En 1722 Emmanuel Ignacio y Carlota se reconciliaron, y el 25 de octubre de ese año, ella dio a luz un tercer hijo, Maximiliano Guillermo Adolfo, que fue reconocido inicialmente por Emmanuel Ignacio como propio.
Tras la muerte del Príncipe Federico Guillermo Adolfo de Nassau-Siegen en 1722, el emperador del Sacro Imperio Carlos VI autorizó a sus descendientes católicos, Emmanuel Ignacio y sus dos hermanos mayores, a recibir parte de la herencia dinástica de Nassau-Siegen. Después de la expulsión de Guillermo Jacinto, en 1727 el emperador nombró a Emmanuel Igancio administrador del Principado de Nassau-Siegen. Sin embargo, su poder fue significativamente restringido, porque el gobierno real estaba en manos del Electorado de Colonia; poco después, retornó a Bruselas sin posteriores intentos de ejercer la autoridad en el principado.
La esperanza para un sucesor católico en Nassau-Siegen tras la muerte del Príncipe Federico Guillermo II en 1734 nunca tuvo lugar, porque tanto Emmanuel Ignacio como su hermano Francisco Hugo murieron poco después en cuestión de meses en 1735.
El 26 de agosto de 1734 y cercano a su muerte, Emmanuel Ignacio rechazó a Maximiliano Guillermo Adolfo como su hijo, declarándolo fruto del adulterio. A pesar de su reconocimiento póstumo y formal por los tribunales franceses (sentencia du Chatelet, 31 de enero de 1756), fue declarado ilegítimo en el Sacro Imperio Romano Germánico, entre cuyas fronteras se encontraba Nassau-Siegen, a petición del Príncipe Guillermo IV de Orange por el Reichshofrat el 17 de diciembre de 1744, siendo esa decisión confirmada por el emperador el 15 de octubre de 1745. Tras su muerte en 1748, sus pretensiones fueron continuadas por su hijo Carlos Enrique pero sin resultados. Nassau-Siegen fue finalmente heredado por la rama protestante de Nassau-Diez de la familia principesca.